# Age of Empires III
Age of Empires III (AoE III) là một trò chơi chiến thuật thời gian thực, được phát triển bởi Ensemble Studios và phát hành bởi Microsoft Game Studios. Nằm trong loạt trò chơi Age of Empires, là phần tiếp theo của Age of Empires II: The Age of Kings, trò chơi miêu tả về thời kỳ thuộc địa hóa châu Mỹ của 8 quốc gia châu Âu: Anh, Pháp, Đức, Hà Lan, Tây Ban Nha, Bồ Đào Nha, Thổ Nhĩ Kỳ và Nga.
Với một số tính năng mới, như việc bổ sung Home City vào trò chơi, và giao diện chưa từng thấy trong các trò chơi chiến thuật, Age of Empires III đã được GameSpot đánh giá 8.2 điểm. Hai bản mở rộng đã được phát hành: Age of Empires III: The WarChiefs giới thiệu thêm 3 bộ tộc châu Mỹ bản địa và Age of Empires III: The Asian Dynasties giới thiệu thêm 3 vương triều châu Á hùng mạnh: Ấn Độ, Trung Quốc và Nhật Bản.

## Nội dung
Age of Empires III mô tả việc các đế quốc châu Âu thiết lập thuộc địa trên Tân Thế giới, châu Mỹ, từ năm 1492 đến 1850. Tương tự cách chơi trong loạt trò chơi này, người chơi phải xây dựng thuộc địa của bạn trở thành một đế quốc, nâng cấp qua các thời kỳ, công nghệ, quân đội và phá hủy thuộc địa đối phương. Người chơi luôn phải quan tâm tới 2 mặt trong trò chơi: kinh tế và quân sự.

## Cách chơi
Bắt đầu trò chơi, người chơi sẽ được cung cấp một nhà chính (Town Center - tòa thị chính) hay một Covered Wagon (xe xây nên Town Center), một người khai phá (Explorer) và một vài thực dân (Settler - còn gọi là nông dân). Người chơi bắt đầu bằng việc khám phá bản đồ, tìm kho báu (Treasure) và khai thác tài nguyên để có thể xây được các công trình khác, tạo quân đội và nâng cấp. Và sau đó tiêu diệt thuộc địa đối phương bằng quân đội của mình. Trò chơi kết thúc khi một bên đầu hàng (Resign) hay bị tiêu diệt (Eliminated). Trường hợp tiêu diệt xảy ra khi toàn bộ thực dân, người khai phá và nhà chính bị giết hay bị phá hủy.

### Thời kỳ (Ages)
Age of Empires III cũng như các phiên bản Age of Empires trước, người chơi phải trải qua các thời kỳ, mô tả cuộc khai phá thuộc địa theo thời gian. Qua mỗi thời kỳ, người chơi có thể sản xuất đơn vị quân mới, xây công trình mới, nâng cấp công nghệ mới. Các thời kỳ bao gồm:
- Thời kỳ khám phá (Discovery Age) - (Exploration Age ở bản Definitive Editon): người chơi chỉ có thể khai thác tài nguyên và khám phá bản đồ. Trong thời kỳ này, người chơi chỉ có thể tạo thực dân và xây các công trình nhằm phát triển kinh tế và phòng thủ như: Nhà (House hoặc Manor House), Chợ (Market), Máy xay lương (Mill), Cảng (Dock), Tiền đồn (Outpost), Trại chăn nuôi (Livestock Pen) và Trạm mậu dịch (Trading Post).
- Thời kỳ thuộc địa (Colonial Age) - (Commerce Age ở bản Definitive Edition): người chơi bắt đầu xây dựng quân đội đơn giản và mở rộng thuộc địa. Thời kỳ này, người chơi có một số binh lính (Infantry), kỵ binh cận chiến và pháo binh đơn giản (Grenadier và Abus Gun). Người chơi có thể xây các công trình quân sự như Trại lính (Barracks), Chuồng ngựa (Stable), Nhà thờ (Church), Lò đúc pháo (Artillery Foundry).
- Thời kỳ pháo đài (Fortress Age): người chơi củng cố thêm thuộc địa, mở thuộc địa mới, xây pháo đài và xây quân đội gần hoàn chỉnh. Người chơi có thể tạo tất cả binh lính và kỵ binh (Cavalry), pháo cơ bản (Culverin, Falconet và Organ Gun), xây công trình nâng cấp như Đồn điền công nghiệp (Plantation), Lò rèn (Arsenal) và Pháo đài (Fort). Ngoài ra, người chơi có thể nâng cấp quân đội trong thời kỳ thuộc địa lên cấp Veteran và người khai phá có thể xây thêm 1 nhà chính.
- Thời kỳ công nghiệp (Industrial Age): người chơi phát triển kinh tế vững mạnh, tạo được tất cả binh lính, kỵ binh và pháo binh. Ngoài ra, người chơi còn xây được Nhà máy (Factory), có thể sản xuất tài nguyên nhanh chóng và pháo hạng nặng miễn phí. Không có công trình mới nhưng có nhiều công nghệ mới và nâng cấp quân đội lên cấp Guard.
- Thời kỳ đế quốc (Imperial Age): người chơi xây được Thủ phủ (Capital), chứa các nâng cấp cuối cùng. Người chơi được phép gửi lại một số thẻ bài và nâng cấp quân đội lên cấp Imperial.

Mỗi thời kỳ cần phải có thức ăn (Food) và tiền (Coin) để nâng cấp (ngoại trừ Thời kỳ thuộc địa chỉ cần 800 Food). Mỗi thời kỳ có một nhà chính trị cai quản. Khi nâng cấp thời kỳ, người chơi có thể chọn nhà chính trị tùy vào chiến lược để khi họ đến (nâng cấp thời kỳ xong), họ sẽ dẫn theo những thứ mà người chơi chọn: ví dụ, khi chọn "The Naturalist" để nâng lên thời kỳ thuộc địa, người chơi sẽ nhận bốn con bò sau khi lên thời kỳ. Khi Home City lên cấp càng cao, người chơi có quyền lựa chọn thêm nhiều nhà chính trị.

### Nền văn minh (Civilizations)
Trong Age of Empires III, bạn có thể chơi mười một nền văn minh tất cả, trong đó có 8 nền văn minh như: Anh, Pháp, Đức, Tây Ban Nha, Bồ Đào Nha, Hà Lan, Nga và Thổ Nhĩ Kỳ, và ba phe chỉ có trong chiến dịch. Các nền văn minh có thể có một số đơn vị quân giống nhau nhưng mỗi nền văn minh đều có đơn vị quân riêng biệt và thế mạnh khác nhau. Ngoài ra, người chơi còn có thể đồng minh với nền văn minh bản địa (Native Civilization) như người Iroquois hay Lakota.

Sơ lược về những nền văn minh:
- Anh —(Nữ vương Elizabeth I): có thể tạo nông dân bằng cách xây nhà (Manor House), khiến cho quân Anh là nền văn minh có nền kinh tế mạnh trong trò chơi và tiềm lực quân sự mạnh nhất. Lính đặc trưng: Longbowman, Rocket; là các đơn vị có lợi thế tầm xa. Lính mạnh nhất: Musketeer và Hussar.
- Pháp —(Napoleon): thực dân pháp là Coureur de bois, có sức tấn công cao và khai thác nhanh hơn 25% nhưng việc mua dân cũng đắt hơn các nước khác 20%. Kinh tế phát triển khá nhanh. Kỵ binh Pháp nhiều máu nhất và tạo nhanh nhất trò chơi, khiến cho Pháp là nền văn minh mạnh vào giai đoạn cuối. Lính đặc trưng: Cuirassier. Lính tốt nhất: Cuirassier và Skirmisher.
- Đức —(Friedrich II Đại đế): có số thực dân ít và kinh tế phát triển chậm, tuy có Settler Wagon có tốc độ khai thác nhanh. Tuy nhiên, Đức được Uhlan miễn phí mỗi chuyến thuyền (Shipment), đảm bảo cho Đức an toàn trong thời kỳ đầu. Những đơn vị của Đức là những đơn vị có sức tấn công mạnh nhưng ít máu. Lính đặc trưng: Uhlan, Doppelsoldner và War Wagon. Lính tốt nhất: Skirmisher và Uhlan.
- Tây Ban Nha —(Nữ vương Isabel I): có nền quân sự mạnh lúc đầu, nhất là binh lính và kỵ binh cận chiến, nhưng có nhược điểm tầm xa. Với lợi thế các chuyến thuyền tới nhanh hơn, Tây Ban Nha có thể tổ chức những cuộc tấn công sớm và phát triển kinh tế lúc sau. Cùng với chó chiến (War Dog), người khai phá có thể tìm nhiều kho báu hơn. Lính đặc trưng: Rodelero, Lancer và War Dog, là những đơn vị quân cận chiến mạnh. Lính tốt nhất: Rodelero, Lancer và Pikeman.
- Bồ Đào Nha —(Henrique Nhà hàng hải): có thể nhanh chóng mở mang nhiều thuộc địa vì có một Covered Wagon khi qua mỗi thời kỳ. Ngoài ra, người khai phá của Bồ Đào Nha có kỹ năng ống nhòm (Spyglass) giúp khám phá nhanh bản đồ và do thám quân địch. Quân của Bồ Đào Nha tương đối đều và có binh lính hạng nhẹ mạnh. Được xếp vào loại những nước có quân sự tương đối mạnh. Lính đặc trưng: Cassador và Organ Gun. Lính mạnh nhất: Musketeer và Dragoon.
- Hà Lan —(Maurice của Nassau): có nền kinh tế vững chắc và phòng thủ kiên cố. Lúc đầu, kinh tế phát triển chậm, vì thực dân trả bằng tiền, buộc Hà Lan phải phòng thủ lúc đầu. Nhưng sau khi xây dựng Ngân hàng (Bank - tạo tiền tự động), Hà Lan đổi chiến thuật sang tấn công ồ ạt. Lính được mua bằng tiền, và quốc gia này có thế lực về kinh tế, đặc biệt là tiền hay còn gọi là vàng (gold). Hà Lan còn có phái viên (Envoy) theo người khai phá, là quân do thám tốt nhưng dễ chết. Lính đặc trưng: Envoy, Ruyter và Fluyt. Lính mạnh nhất: Halberdier và Ruyter.
- Nga —(Ivan Hung Đế): bắt đầu với nhiều tài nguyên hơn nhưng ít thực dân. Nga tạo thực dân và binh lính theo nhóm, điều này cho phép Nga tạo binh lính nhanh hơn và tốn ít tài nguyên hơn. Bộ binh Nga rất rẻ, và vì thế, chúng rất yếu (ví dụ như Strelet là quân rẻ nhất và yếu nhất trong trò chơi). Ngoài ra, trại lính của Nga còn tích hợp thêm một tiền đồn gọi là Lô cốt (Blockhouse). Lính đặc trưng: Strelet, Cossack và Oprichnik, những đơn vị quân rẻ và yếu tuy nhiên kỵ binh được cải thiện tương đối, quân đội cũng phòng thủ kiên cố về sau. Lính mạnh nhất: Grenadier và Cavalry Archer.
- Thổ Nhĩ Kỳ —(Suleiman I): Giống như Đức, kinh tế Thổ Nhĩ Kỳ chậm phát triển, vì thực dân được tạo miễn phí nhưng chậm. Thực dân được tạo ra tự động cho đến khi đạt tới giới hạn dân số. Thực dân Thổ Nhĩ Kỳ khai thác chậm, buộc Thổ Nhĩ Kỳ phải xây Nhà thờ hồi giáo (Mosque) để nâng cấp tốc độ khai thác. Thổ Nhĩ Kỳ sớm phát triển về pháo, ví dụ như Abus Gun và Grenadier. Lính đặc trưng: Abus Gun, Janissary, Spahi, Galley và Great Bombard (pháo có sức tấn công mạnh nhất). Lính mạnh nhất: Grenadier và Hussar.

### Home City
Home City là một trong những sự thay đổi lớn nhất của Age of Empires III so với các phiên bản trước. Home City đóng vai trò rất quan trọng trong cách chơi và chiến thuật. Càng phát triển Home City, sức mạnh thuộc địa càng được tăng cường, như gửi nhiều tài nguyên và lính hơn cũng như một số nâng cấp đặc biệt.

Mỗi nền văn minh đều có một Home City riêng và các công nghệ khác nhau. Trong quá trình chơi, người chơi cần thường xuyên quay về Home City để gửi những chuyến thuyền. Giữa mỗi cuộc chiến, Home City tăng thêm điểm kinh nghiệm, cấp độ, từ đó, người chơi có thể chọn nhiều thẻ bài mới và xây dựng bộ bài theo chiến thuật của mình.

#### Điểm kinh nghiệm (Experience)
Trong quá trình chơi, người chơi sẽ nhận được điểm kinh nghiệm sau khi hoàn thành 1 hành động như xây dựng công trình, tạo binh lính, giết quân kẻ thù và thu thập kho báu. Điểm kinh nghiệm dùng để thực hiện những chuyến thuyền, và gửi những thẻ bài từ Home City lên thuộc địa. Điểm kinh nghiệm cho mỗi chuyến thuyền tăng dần theo thời gian. Ngoài ra, điểm kinh nghiệm còn giúp Home City tăng cấp (level), giúp Home City có thể mở thêm nhiều thẻ bài mới cao cấp hơn.

#### Thẻ bài (Card) và Bộ bài (Deck)
Mỗi Home City đều có những thẻ bài riêng, chúng chứa những tài nguyên, lính và nâng cấp. Người chơi gửi những thẻ bài lên thuộc địa bằng các chuyến thuyền thông qua thu thập điểm kinh nghiệm. Cấp độ càng cao, người chơi càng mở thêm được nhiều thẻ bài mới phù hợp với cấp độ đó. Thẻ bài được chia thành năm loại trong 5 tòa nhà:
- Công ty thương mại (Trading Company): gửi các đơn vị kinh tế và tài nguyên.
- Học viện quân sự (Military Academy): gửi các binh lính và nâng cấp quân sự.
- Nhà thờ (Cathedral): gửi các nâng cấp về công trình.
- Nhà máy sản xuất (Manufacturing Plant): gửi các nâng cấp cấp cao về kinh tế.
- Bến cảng (Harbor): gửi các nâng cấp hàng hải và lính đánh thuê.

Tất cả thẻ bài không có thể chọn đồng thời. Một số thẻ bài yêu cầu cấp độ của Home City. Một số khác yêu cầu phải mở một thẻ trước đó trong hệ thống phân nhánh.

Tất cả các thẻ bài mở ra đều chứa trong kho thẻ bài (Inventory). Nhưng để có thể sử dụng trong trận đấu, người chơi cần phải thêm nó vào bộ bài. Một Home City có thể có nhiều bộ bài, nhưng một trận đấu chỉ được sử dụng 1 bộ bài. Nếu người chơi bắt đầu với nhiều bộ bài, người chơi phải chọn 1 bộ bài phù hợp với chiến thuật của mình. Mỗi bộ bài ban đầu chứa 20 thẻ bài, nhưng trong 50 cấp đầu, cứ 10 cấp thì người chơi sẽ thêm được 1 thẻ trong bộ bài.
Không giống như hai phiên bản Age of Empires trước đó, là kể về những sự kiện lịch sử có thật, Age of Empires III có một cốt truyện hư cấu xoay quanh một gia tộc giả tưởng là Black, được chia làm ba chương, với mỗi chương là một thế hệ của gia tộc này. Cả ba chương đều được kể lại bởi Amelia Black.
Chương I: Máu
Trong chương I, người chơi sẽ điều khiển phe Hiệp sĩ Cứu Tế, một phe với binh chủng và công nghệ khá giống với Tây Ban Nha.
Vào cuối thế kỷ 16, Morgan Black, một chỉ huy cấp trung của các Hiệp sĩ Cứu Tế sinh ra tại Scotland, đang bảo vệ thành lũy cuối cùng của Malta khỏi lực lượng của Sahin "Chim Ưng" của đế quốc Ottoman (dựa trên sự kiện Cuộc vây hãm Malta năm 1565). Khi quân Ottoman gửi những khẩu đại pháo của chúng, Morgan thắp lửa làm tín hiệu kêu gọi lực lượng kỵ binh tiếp viện dẫn đầu bởi cấp trên của ông, Alain Magnan, người đã đẩy lui quân Ottoman và chiếm những khẩu đại pháo.
Morgan và Alain đã đẩy lui quân Ottoman và cho phát nổ kho vũ khí của chúng trong cái hang gần đó. Bên trong, họ khám phá ra rằng quân Ottoman thực ra quan tâm đến một thư viện ẩn bằng đá kể chuyện về Hồ Trăng; Suối nguồn tuổi trẻ - một di tích huyền thoại của người Châu Mỹ được đồn đại là ban cho cuộc sống vĩnh hằng, và một hội bí mật, được gọi là Circle of Ossus, những kẻ tìm kiếm di tích để thu lợi cho riêng mình. Alain ra lệnh cho Morgan dong thuyền đến Tân Thế Giới để tìm kiếm Hồ Trăng, nhưng Morgan bị tấn công bởi nữ cướp biển Elisabet "Lizzie" Ramsey và bị buộc phải dừng chân tại vùng đảo của Caribe. Sau khi giao chiến và đánh bại Lizzie, người của Morgan đã tìm thấy một số bản đồ hàng hải chỉ dẫn họ đến Tân Tây Ban Nha một cách an toàn.
Ở Yucatan, lực lượng của Morgan phá hủy một căn cứ Ottoman. Tuy nhiên, chinh tướng Tây Ban Nha Francisco Juan Delgado de Leon đã bắt giữ Sahin và một số quân lính của Ottoman. Morgan sau đó bảo vệ những đồng minh Aztec mới của mình khỏi quân Tây Ban Nha. Sau đấy, ông nhận ra rằng Delgado đang tìm kiếm tấm bản đồ dẫn tới Hồ Trăng được ngụy trang thành tấm khảm trong quảng trường thị trấn của người Aztec, cho thấy Hồ Trăng nằm ở Florida.
Morgan dong buồm tới Florida, nhưng hạm đổi của ông đã bị hư hại bởi một trận cuồng phong, buộc ông phải đậu ở Havana, Cuba. Ở đó, ông nhận sự tôn trọng của Lizzie và hứa với cô ả về số vàng từ các hạm đội châu báu của Tây Ban Nha nếu cô mang ông đến Florida.
Tại Florida, Alain ra lệnh cho Morgan và Lizzie chiếm giữ những con tàu châu báu của Tây Ban Nha trong khi ông ta chiếm giữ Hồ Trăng. Cùng nhau, Morgan và Lizzie chiếm lấy hạm đội, giết chết Delgado trong quá trình và bắt giữ Sahin. Sahin nói với Morgan rằng Circle of Ossus  tin cái hồ là nhà của Suối Nguồn Tuổi Trẻ, và hắn chỉ muốn ngăn bọn chúng chiếm lấy nó.
Alain trở về từ Hồ Trăng, và ra lệnh Morgan xử tử các đồng minh bản địa của mình và Sahin như những kẻ ngoại đạo, nhưng Sahin và Lizzie đã thuyết phục Morgan rằng Alain thực sự là thủ lĩnh của Circle of Ossus. Tại Hồ Trăng, cả nhóm đã chiếm lấy một khẩu đại bác đứng yên khổng lồ, được gọi là "Fixed Gun" (tạm dịch: Súng Cố Định) từ một trong những căn cứ của Circle. Sử dụng Súng Cố Định, hạm đội tàu lửa của Lizzie và lực lượng mặt đất của Morgan ngăn chặn những tên lính Boneguard tinh nhuệ của Circle, sau đó phá hủy Suối Nguồn. Alain đích thân dẫn đầu lực lượng Boneguard trong một cuộc phản công, nhưng đã bị giết trong lúc đánh nhau.
Sau trận chiến, Sahin trở về Thổ Nhĩ Kỳ, và Lizzie, với số vàng Tây Ban Nha của mình bị chìm xuống đáy hồ, đã rời đến vùng biển Caribe, mặc dù có dấu hiệu lờ mờ rằng cuối cùng cô và Morgan đoàn tụ với nhau. Morgan thầm tự hỏi liệu Suối Nguồn có thực sự là Suối Nguồn Tuổi Trẻ, rồi lấp đầy bi đông trống rỗng của mình với nước của hồ.
Chương II: Băng
Trong chương II, người chơi chơi với tư cách là Lính đánh thuê của John Black, được mô phỏng theo phe Đức với một số yếu tố của Pháp.

Vào giữa thế kỷ 18, cháu trai của Morgan, John Black, và người bạn Mohawk của anh, Kanyenke đang trên đường qua Carolinas đến Brunswick cùng với tốp lính đánh thuê của họ sau khi thống đốc của thuộc địa và là chú của John, Stuart Black, triệu tập họ. 

Một chiến dịch trong AoE III